# Zatonięcie platformy Noble Kolskaja
Zatonięcie platformy Noble Kolskaja na Morzu Ochockim 18 grudnia 2011 spowodowało śmierć 53 osób. 
Platforma została zbudowana w 1985 przez fińską stocznię w Mäntyluoto jako Kolskaja. Była platformą typu jack-up, miała kształt trójkąta o boku 69 metrów. W czasie pracy stała na 3 nogach o długości 141,5 metra. Waga konstrukcji wynosiła 2650 ton. Wykorzystywana była do wiercenia otworów sondażowych o głębokości do 3500 metrów.
Platforma należała do rosyjskiego przedsiębiorstwa ArktikmorNieftiegazRazwiedka i na zlecenie Gazfłotu (spółka Gazpromu do poszukiwania nowych złóż) prowadziła wiercenia na Morzu Ochockim. Prace prowadzono w sezonie letnim, przed zamarznięciem morza platformy holowano na Sachalin.
Ponieważ firmom wydobywczym zależało na jak najszybszym rozpoczęciu wydobycia, w 2011 opóźniono wycofywanie platform o około miesiąc. Gdy podjęto holowanie platformy Noble Kolskaja warunki były niesprzyjające (silny wiatr i wysoka fala) lecz dłuższe pozostawanie na miejscu groziło zamarznięciem powierzchni morza, utknięciem platformy w lodach i jej uszkodzeniem lub zniszczeniem.
Platforma była holowana przez AHTS Nieftiegaz 55 w asyście lodołamacza Magadan. 18 grudnia 2011 fale zniszczyły iluminatory w mesie, a następnie zerwały lub uszkodziły zamknięcia innych otworów platformy. Woda wdzierała się do środka. Przystąpiono do ewakuacji załogi, lecz w jej trakcie platforma przewróciła się. Przygotowując się do ewakuacji załoga założyła kombinezony ratunkowe, lecz w panujących warunkach (temperatura powietrza -20 stopni, temperatura wody poniżej zera) nie zapewniały one wystarczającej ochrony. Uratowano 14 osób z 67.